# Brand im Stift Melk 1805

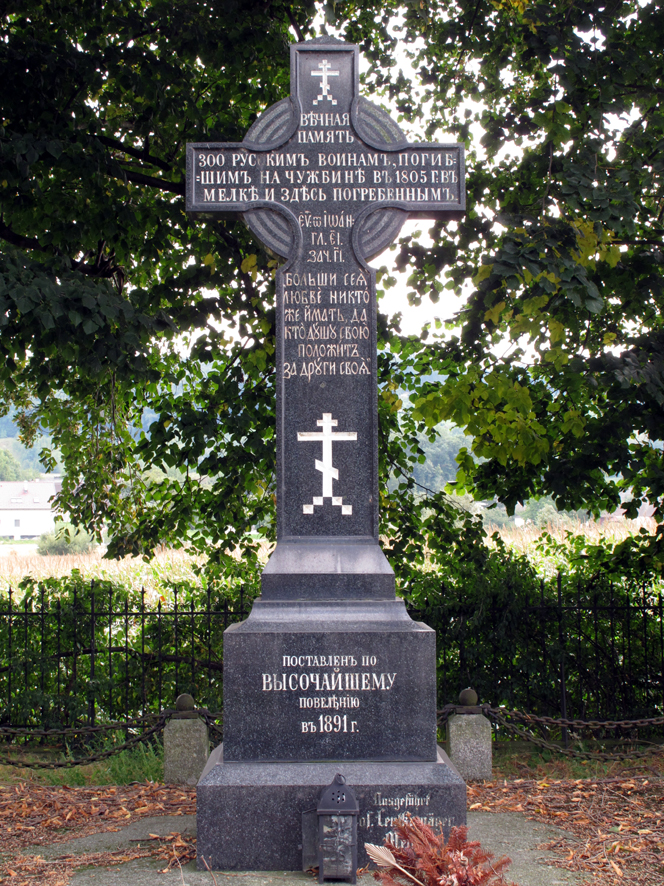
Denkmal (bei Melk, errichtet 1891)

Bei einem Brand im Stift Melk in Niederösterreich am 14. Dezember 1805 kamen etwa zwei- bis dreihundert Soldaten der Kaiserlich Russischen Armee zu Tode, die als Kriegsgefangene in der Nordbastei des Stiftes interniert waren. Sie waren zuvor in der Schlacht bei Austerlitz (2. Dezember) durch französische Truppen gefangen genommen worden. Vermutlich hatten sie das Feuer selbst entzündet, um sich zu wärmen, dabei jedoch nicht bedacht, dass der Rauch in der Bastei keine Abzugsmöglichkeit hatte.

## Gedenkstätte
Die Soldaten wurden in einem Massengrab auf etwa halben Weg zwischen Melk und dem Dorf Winden begraben, die Stelle wurde zunächst nur durch ein einfaches Holzkreuz markiert. 1891 ließ Zar Alexander III. jedoch eine Gedenkstätte aus schwarzen Marmor errichten, um die herum einige Bäume gepflanzt wurden. Das Marmorkreuz trägt die Inschrift (übersetzt):

„Zur ewigen Erinnerung an die 300 russischen Soldaten, die in der Fremde im Jahr 1805 in Melk gefallen und hier bestattet sind. Es gibt keine größere Liebe, als wenn einer sein Leben für seine Freunde hingibt. [Bibelvers in Altkirchenslawisch, Joh 15, 13 ] Auf höchsten Befehl“

1945 wurde sie auf Initiative der Politabteilung des 20. Schützenkorps durch sowjetische Besatzungssoldaten renoviert, eingezäunt und mit einem Torbogen versehen. Heute liegt die Gedenkstätte direkt an der Bundesstraße B 1 (Wiener Straße) und steht unter Denkmalschutz.